# Bloomfield Road
Il Bloomfield Road è uno stadio di calcio situato nella città di Blackpool, in Inghilterra.
È la sede permanente del Blackpool FC dal 1901 e prende il nome dalla strada su cui ha l'ingresso principale dello stadio utilizzato anche come stand.

## Storia
Prima di trasferirsi al Bloomfield Road, il Blackpool fu ospitato in altri 2 stadi. In primo luogo, tra il 1896 e il 1897, hanno giocato la loro casa al Raikes Gardens Hall (noto anche come i Giardini di Palazzo Reale). Nel 1897, si trasferirono all'Athletic Grounds nello Stanley Park. Dopo un breve ritorno al Raikes Gardens Hall nel 1899, durante la stagione del 1899, ma la prima partita in casa nel 1900, il Blackpool fece un trasferimento permanente proprio a Bloomfield Road. Fino al 30 novembre 2009, il Blackpool ha giocato 2.095 partite di campionato a Bloomfield Road.
Il record di presenze a Bloomfield Road è di 38.098, che si è verificato quando il Blackpool giocato con i Wolverhampton Wanderers Football Club il 17 settembre 1955.
Lo stadio fu sottoposto ad un processo di riqualificazione a partire dal 1999. Gli anni che ha visto la demolizione dello Spion Kop a nord del terreno, che è stato ricostruito. La ricostruzione del West Stand è stata completata. Nel frattempo, la South Stand, la cui struttura originaria venne demolita nel 2003, è in fase di completamento ed è in costruzione uno stand nella parte media dello stand. Ha una capienza attuale di 17.338 spettatori.
L'impianto non è dotato di impianto di riscaldamento: infatti la partita casalinga della squadra contro il Manchester United prevista per il 4 dicembre 2010 è stata rinviata a causa del campo di gioco ghiacciato.

## Curiosità
Due delle curve dello stadio sono state dedicate ai giocatori più rappresentativi che hanno vestito la maglia del Blackpool: si tratta di Stanley Matthews, premiato con il Pallone d'Oro nel 1956, e di Jimmy Armfield, una cui statua campeggia anche all'esterno dell'impianto.

## Galleria d’immagini

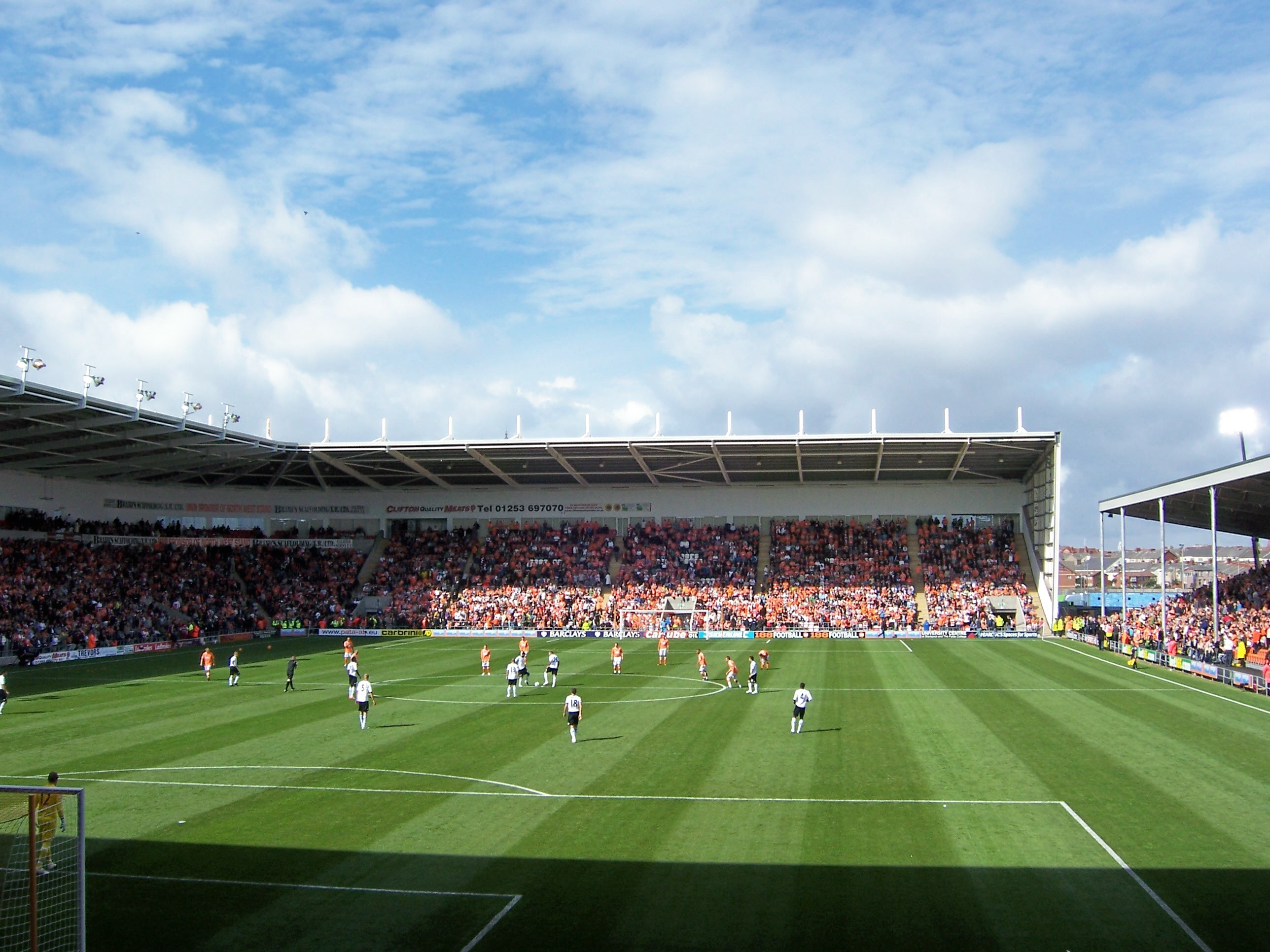